# Campaña del Desierto Sirio (mayo-julio de 2017)
La campaña del desierto sirio (mayo-julio de 2017) fue una operación militar a gran escala del ejército sirio y sus aliados (SAA) que comenzó inicialmente a lo largo de la carretera de Damasco a la frontera con Irak contra las fuerzas rebeldes durante la guerra civil siria. Su primer objetivo era capturar tanto la carretera como el cruce fronterizo de al-Tanf, asegurando así el campo de Damasco de un posible ataque rebelde. Posteriormente, se abrieron muchos otros frentes como parte de la operación en todo el desierto, así como la operación " Gran Amanecer " contra EIIL con el objetivo de reabrir la carretera Damasco-Palmira y levantar el asedio a Deir ez-Zor.
Desde 2016, Estados Unidos y el Reino Unido operaron y administraron una instalación de entrenamiento en al-Tanf (la "guarnición de Al Tanf"), con sus tropas de operaciones especiales asesorando a un grupo rebelde sirio conocido como el Ejército Comando Revolucionario. La guarnición fue reforzada en mayo y luego ampliada en junio de 2017, con armas ofensivas estadounidenses, incluidos los lanzacohetes múltiples HIMARS . En varias ocasiones, las fuerzas estadounidenses atacaron a tropas y milicias progubernamentales que avanzaban en lo que las fuerzas estadounidenses denominaron "ataques de autodefensa".

## Contexto
En los meses previos a la ofensiva, el rebelde Ejército Sirio Libre (ESL) libró una campaña contra el yihadista Estado Islámico de Irak y el Levante (EIIL) en la región fronteriza de Badia, que terminó con la expulsión total de EIIL del desierto del sur de Siria. Esto también acercó a los rebeldes a la zona rural del sureste de Damasco y al territorio controlado por el gobierno.

## Ofensiva

### Avance por la carretera Bagdad-Damasco
El 7 de mayo de 2017, el Ejército Árabe Sirio, liderado por el 5.º Cuerpo y milicias respaldadas por Irán, lanzó un ataque contra el ELS en la zona de Sabaa Biyar de la provincia de Homs. Al día siguiente, el SAA había avanzado unos 45 kilómetros y había capturado varios sitios al este de la base aérea de Al-Seen en el avance, entre ellos: el puesto de control de Zaza, las montañas Sabihiyah y el área de Sabaa Biyar. El avance les dio el control del fuego sobre esta región rural.
El ESL inició una contraofensiva el 9 de mayo con el objetivo de recuperar estas zonas, así como las grandes montañas que dominan la carretera Bagdad-Damasco. El comandante del Ejército de los Leones del Este, Tlas al-Salama, dijo que aviones de combate sirios habían atacado puestos rebeldes cerca de la frontera sirio-jordana, después de lo cual su grupo disparó misiles hacia el aeropuerto de Khalhala.  Al final del día, los rebeldes recuperaron el control del puesto de control de Zaza, pero no lograron volver a entrar en la zona de Sabaa Biyar.
El 10 de mayo se reanudaron los enfrentamientos en la zona de Zaza y dos días después el ejército recuperó el puesto de control de Zaza, así como las montañas Sabihiyah. En un intento de contrarrestar los avances del ejército, los rebeldes dispararon decenas de cohetes "Grad" contra posiciones del ejército. En represalia, la Fuerza Aérea Siria atacó convoyes del ESL y su cuartel general de retaguardia en el cruce fronterizo de al-Tanf, y el 12 de mayo las milicias chiitas iraquíes lanzaron una ofensiva desde el este para expulsar a los militantes de la región desértica.
En la noche del 14 al 15 de mayo llegaron a la zona refuerzos progubernamentales, incluidas milicias chiitas iraquíes. Los refuerzos se concentraron en la localidad de Biyar Al-Saba. Se acercaron más tanques del ejército, así como misiles tierra-aire, a la línea del frente. En ese momento, las fuerzas sirias estaban entre 24 y 100 kilómetros de al-Tanf . Mientras tanto, fuerzas especiales estadounidenses y británicas habían llegado al cruce fronterizo para ayudar a los rebeldes en su ofensiva en curso hacia Deir ez-Zor, controlada por el EIIL. 
El 18 de mayo, las Fuerzas de Defensa Nacional (FDN), junto con las Divisiones Blindadas 5.ª y 7.ª del ejército sirio, avanzaron 35 kilómetros hacia zonas controladas por los rebeldes en la parte oriental de la gobernación de As-Suwayda.  Mientras tanto, el ejército sirio se acercaba a al-Tanf y alcanzando posiciones a unos 27 km de la ciudad, cuando la parte delantera de su convoy que avanzaba fue alcanzada por ataques aéreos de la Coalición liderada por Estados Unidos. Según un funcionario de defensa estadounidense, antes de que se llevaran a cabo los ataques, se advirtió a las tropas gubernamentales que se estaban acercando demasiado a las fuerzas de la Coalición acuarteladas en al-Tanf, pero no respondieron. Según Estados Unidos, cuatro o cinco vehículos fueron destruidos, incluido un tanque y dos excavadoras. Por el contrario, el ejército sirio informó que dos tanques fueron destruidos y un Shilka SPAAG resultó dañado. Murieron ocho soldados.
Al día siguiente, a pesar de los ataques aéreos de la Coalición liderada por Estados Unidos, las SAA capturaron el cruce de Zarqa cerca de al-Tanf. El Ejército también envió más refuerzos a la carretera. Mientras tanto, las FDN avanzaron hacia el sur desde el área oriental de Qalamoun el 19, tomando territorio de los rebeldes respaldados por Estados Unidos en Badia. 

### Avance a lo largo de la frontera jordana
El 20 de mayo, las SAA capturaron parte de la parte oriental de la provincia de As-Suwayda, concretamente la zona de Al-Zuluf.  Al día siguiente, las fuerzas gubernamentales avanzaron aún más y capturaron varias posiciones en el desierto del sur de Siria. En respuesta a los avances del gobierno, los grupos del ESL en la zona lanzaron una operación denominada "Volcán Badia".
El 22 de mayo, el Ejército capturó la zona de Al-Rahbeh, 25 km al norte de la presa de Zuluf, sin que se produjeran enfrentamientos directos, salvo un duelo de artillería. Así, el ejército estaba a 30 km de aislar una zona grande, escasamente poblada y controlada por los rebeldes en la campiña del sureste de Damasco. Además, durante la última semana, el ejército sirio logró asegurar 70 km de la frontera sirio-jordana . Hacia el final del día, el ejército sirio alcanzó posiciones a 6 km al sur del recién capturado Batallón de Investigación Científica, mientras otras fuerzas avanzaban al este de la presa Zuluf. Estos avances acercaron al ejército a cercar completamente y aislar a las fuerzas rebeldes en la parte sureste de la gobernación de Damasco de sus camaradas en al-Tanf y sus alrededores. El avance fue apoyado por helicópteros rusos, según reconoció el 26 de mayo un informe del medio de comunicación del Ministerio de Defensa ruso.

### Reapertura de la carretera Damasco-Palmira
El 23 de mayo, el ejército sirio abrió un nuevo frente de 100 km contra EIIL, con el objetivo de abrir la carretera Damasco-Palmira e impedir que los rebeldes respaldados por Estados Unidos se unan con sus aliados en las montañas orientales de Qalamoun. El ejército sirio conquistó rápidamente más de 1.200 kilómetros cuadrados de territorio, incluidas numerosas colinas y aldeas del EIIL.
El 25 de mayo, el ejército capturó media docena de lugares, allanando el camino para la reapertura de la carretera Damasco-Palmira al día siguiente.

### El ejército sirio llega a la frontera iraquí
El 30 de mayo, el ejército sirio, junto con las Fuerzas de Defensa Nacional y unidades paramilitares iraquíes, capturaron la zona de Helba, en la provincia sudoriental de Homs, acercándose así a 50 km de la frontera con Irak. Al día siguiente, grupos del ESL lanzaron una contraofensiva llamada Operación Esta es Nuestra Tierra utilizando cohetes BM-21 Grad, afirmando haber roto las primeras líneas de defensa del gobierno cerca del puesto de control de Zaza. En respuesta, las Fuerzas Aéreas sirias y rusas llevaron a cabo ataques aéreos contra los rebeldes.
El 3 de junio, el ejército sirio capturó varias posiciones a lo largo de la carretera, a seis kilómetros al oeste de Arak.   Tres días después, el ejército informó que había capturado tres áreas del EIIL al sur de Palmira, creando las condiciones para un avance simultáneo hacia la estación de bombeo T3 y Arak.
Mientras tanto, el 6 de junio, el ejército sirio capturó la cima de la colina de Tal Al-Abd junto con algunos puntos adyacentes, colocándolos así cerca de la zona de Dawkah, mientras que la USAF había atacado a las fuerzas sirias a 40 km de la zona de entrenamiento en al-Tanf ese mismo día. Las fuerzas estadounidenses declararon que las fuerzas gubernamentales eran una amenaza para los combatientes respaldados por Estados Unidos. Al día siguiente, los aliados del gobierno sirio amenazaron con ataques de represalia en caso de nuevos ataques estadounidenses contra las fuerzas sirias.

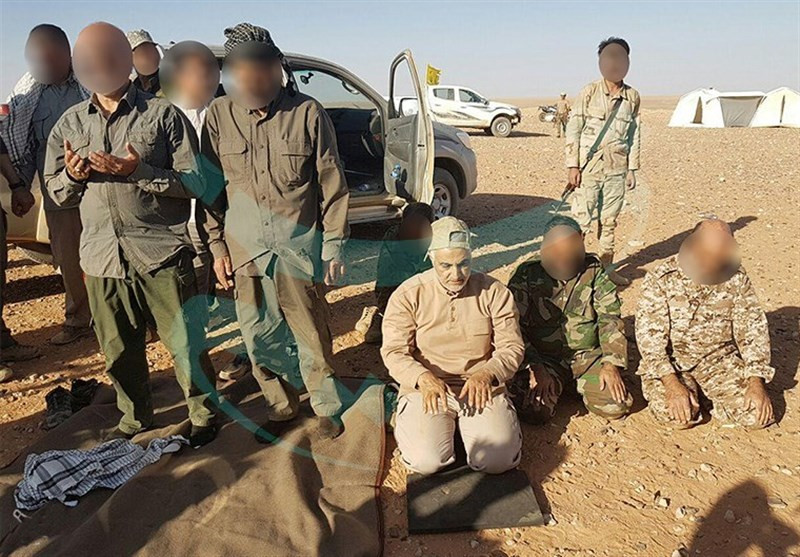
El general de división Qasem Soleimani ofrece una oración de agradecimiento por el éxito de la ofensiva cerca de la frontera iraquí, junto con los combatientes de Liwa Fatemiyoun.

El 7 de junio, las fuerzas sirias tomaron varias colinas alrededor de Arak. También se hicieron avances al sureste de Palmira. El 8 de junio, el ejército sirio capturó la cima de la colina de Dakwah de manos de los rebeldes y algunas colinas y la zona de Bir Abbasiyah del EIIL. Mientras tanto, durante el mismo día, la USAF volvió a atacar al ejército sirio que operaba cerca de al-Tanf, mientras los rebeldes lanzaban cohetes Grad a las posiciones del SAA.
El 9 de junio, las fuerzas gubernamentales avanzaron hacia el este y establecieron posiciones a unos 70 km al noreste de al-Tanf, alcanzando y asegurando así una parte de la frontera sirio-iraquí por primera vez desde 2015. El avance también aisló a las fuerzas respaldadas por Estados Unidos de la gobernación de Deir ez-Zor. El 11 de junio, cinco combatientes rebeldes fueron asesinados por las fuerzas jordanas cuando intentaban regresar a Jordania. El 23 de junio, el ejército sirio capturó Ard Al-Washash, la presa de Al-Waer, la región del Cañón de Al-Waer y considerables zonas desérticas, a 25 km de la estación de bombeo T2. El 26 de junio, la zona de Bi'r al-Duliayat fue capturada por el ejército sirio del EIIL.

### Avance del SAA haciaal-SukhnahyDeir ez-Zor

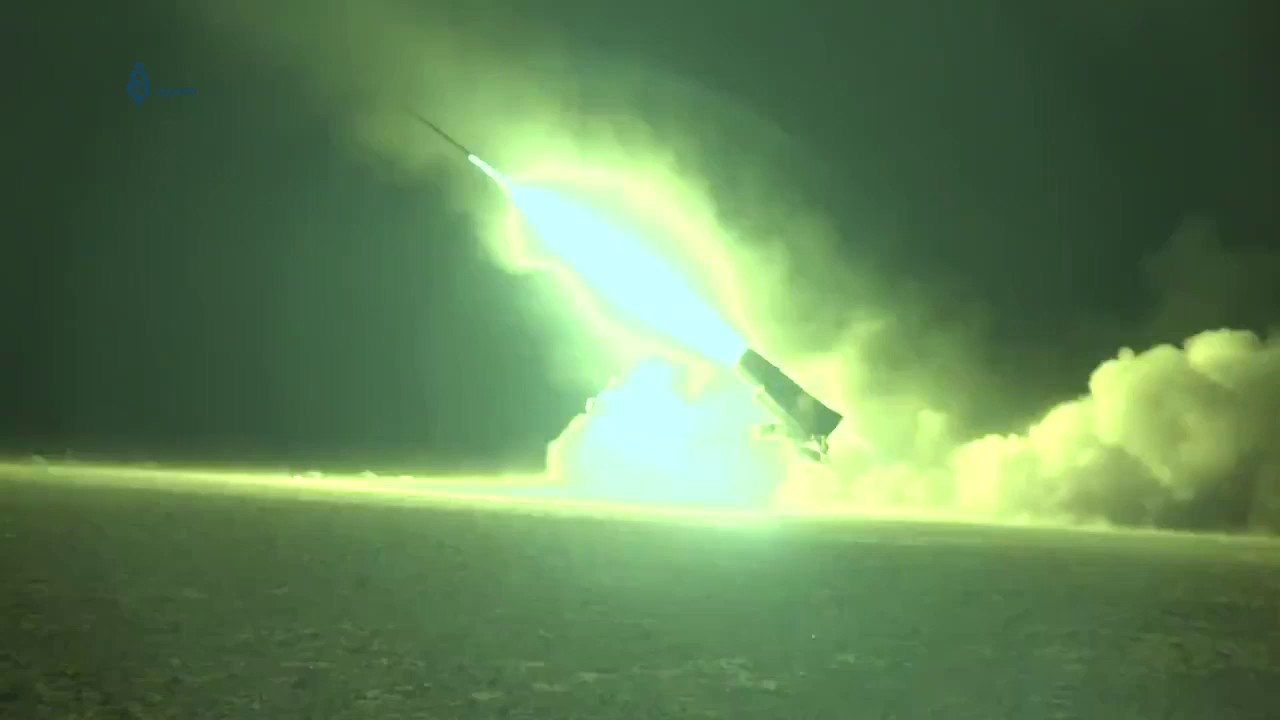
Un lanzador rebelde sirio BM-21 Grad lanzacohetes contra las fuerzas del ejército sirio en el desierto sirio.

El 13 de junio, el ejército sirio capturó la ciudad de Arak y los cercanos campos de gas. Más tarde ese día, casi toda la 103.ª Brigada de la Guardia Republicana fue desplegada en el área desde la gobernación de Latakia, para participar en una próxima ofensiva a gran escala para romper el asedio de ISIL a la ciudad de Deir ez-Zor. Al día siguiente, el ejército sirio capturó el triángulo de Arak, la estación de bombeo T3, así como la zona de Talilah.
El 18 de junio, el ejército sirio cortó la carretera entre las ciudades de Al-Qaim controladas por el EIIL y Al-Sukhnah, entró en la gobernación de Deir ez-Zor desde el sur y capturó gran parte del desierto sirio en manos del EIIL. Mientras tanto, las bases de la Fuerza Aeroespacial del IRGC en el oeste de Irán dispararon seis misiles tierra-tierra de medio alcance contra las fuerzas del EIIL en la gobernación de Deir ez-Zor. Se anunció oficialmente como respuesta a los ataques terroristas en Teherán a principios de ese mes.
El 19 de junio, combatientes del EIIL irrumpieron en un campamento militar controlado por el Ejército Comando Revolucionario, lo que provocó la captura y posterior ejecución de ocho rebeldes. Al día siguiente, un F-15E de la USAF derribó un UCAV Shahed-129 progubernamental cuando se acercaba a la zona de exclusión de 55 kilómetros que rodea la base de la Coalición en al-Tanf. El 21 de junio, el ejército sirio atacó la zona de Bir Qassab controlada por los rebeldes, a 75 kilómetros al sureste de Damasco, y finalmente la capturó.
El 22 de junio, el ejército sirio informó que se había acercado a 20 km de Al-Sukhnah. Dos días después, las SAA tomaron la gasolinera de Arak mientras continuaban su avance hacia Deir ez-Zor.
El 26 de junio, el ejército sirio avanzó hacia Abu Kamal, y durante los dos días siguientes capturó más territorio del EIIL en la gobernación oriental de Homs. Sin embargo, la resistencia del EIIL fue fuerte y las SAA sufrieron numerosas bajas, incluido el mayor general Fuad Khaddour.   Mientras tanto, los grupos del ESL continuaron atacando puestos de avanzada del ejército en el desierto.  Durante el primero de julio, el ejército sirio avanzó más en el desierto y capturó dos colinas que dominaban Hamimah.
El 6 de julio, después de dos días de combates, las fuerzas progubernamentales avanzaron 10 km, acercándose a 15 km de Al-Sukhnah. Treinta y cinco milicianos del EIIL y 22 combatientes progubernamentales murieron durante los enfrentamientos. El 9 de julio, combatientes del EIIL invadieron la colina de Al-Mashirfah, cerca de la ciudad de Jubb Al-Jarrah, afirmando que mataron a 20 soldados del SAA. Al día siguiente, el ejército sirio avanzó hacia Sukhnah, capturando la mayor parte de la cadena montañosa de al-Qalilat al noroeste del campo de gas de al-Hail, matando a más de 20 combatientes del EIIL.
El 11 de julio, el ejército capturó el campo de gas de al-Hail.

### El SAA avanza en las gobernaciones deAs-SuwaydayRif-Dimashq
A pesar de un alto el fuego acordado internacionalmente, el 10 de julio, las SAA iniciaron la segunda fase de la Operación Gran Amanecer, lanzando un asalto contra ocho poblados controlados por los rebeldes al este de la base aérea de Khalkhalah en una zona escasamente poblada principalmente drusa, que captura la cima de la colina de Tal al-Asfar junto con varias colinas más pequeñas que dominan el pueblo de Al-Asfar. La zona estaba en manos de Jaysh Ahrar al Ashaer, un grupo rebelde compuesto por combatientes tribales que operaban en la zona fronteriza con Jordania, y los rebeldes afirmaron que el ataque incluyó bombardeos aéreos. Al mismo tiempo, se lanzó otro ataque contra posiciones rebeldes en las provincias de Suwayda y Rif-Dimashq, cerca de la base aérea de Al-Seen. Durante el primer día del nuevo avance, las SAA capturaron 3.000 kilómetros cuadrados. Durante los días siguientes, el 13 de julio, el ejército sirio capturó 200 km 2 adicionales, acercándose a 20 km de rodear completamente una gran zona montañosa semidesértica controlada por los rebeldes que se extendía a ambos lados de las provincias orientales de Suwayda y Rif-Dimashq.
Tras un breve alto el fuego con el ESL en la región de Badia, en el suroeste de Siria, mediado por Rusia y Estados Unidos, las SAA comenzaron a redesplegarse al este de Palmira para una nueva ofensiva.

## Secuelas
El 1 de agosto, los rebeldes anunciaron una nueva ofensiva contra el ejército árabe sirio en la región desértica de Siria. Los rebeldes declararon que continuarían luchando contra las fuerzas gubernamentales a pesar del rechazo del apoyo estadounidense a su batalla. El 4 de agosto, el ejército árabe sirio reanudó sus operaciones contra el ESL, avanzando cerca de la frontera con Jordania. Los avances del gobierno continuaron en As-Suwayda al día siguiente. A finales de agosto, combatientes rebeldes atacaron puestos fronterizos del ejército sirio a lo largo de la frontera con Jordania en la gobernación de As-Suwayda, pero se vieron obligados a retirarse a Jordania al no poder atravesar las defensas.